# 박용기 (배우)
박용기(1962년 ~ )는 대한민국의 배우이다.

## 학력
- 서울예술대학교 연극과

## 사건과 논란 관련
그는 대마초 흡연 관련 혐의를 받던 중, 출연하던 SBS 서울방송 월화드라마 아테나: 전쟁의 여신에서 중간에 건강상 관련 이유로 자진 하차 후 잠적하였다. 이후 검찰의 수사가 진행되자 박용기는 2011년 2월 9일을 기하여 검찰에 자진 출두해 혐의에 대해 이미 인정했다고 밝혔다. 그리고 2011년 6월 9일 마약 혐의 관련 선고 공판에서 징역 8월에 집행유예 2년, 추징금 4200원, 사회봉사 120시간을 전격 선고받았지만 실형은 면했다.

또한 그는 지난 5월 31일 오전 0시 20분경 송파구 잠실역 사거리에서 잠실대교 남단으로 우회전하던 중 횡단보도를 건너던 보행자를 친 혐의로 기소됐다. 이 사고로 보행자는 6주간 치료가 필요한 부상을 입은 것으로 파악됐다. 사고 당시 그의 혈중알코올농도는 면허 취소 수준이었다.

## 출연작

### 영화
- 2005년 《공공의 적 2》 - 고등학교 학생 주임(김 선생) 역
- 2005년 《역전의 명수》 - 김순경 역
- 2005년 《가문의 위기》 - 재판장 역
- 2005년 《투사부일체》 - 이광규 역
- 2008년 《유감스러운 도시》 - 천성기 역
- 2010년 《아이리스: 더 무비》 - 유강호 역
- 2011년 《아테나: 더 무비》 - 유강호 역
- 2013년 《슈퍼맨 강보상》 - 김기호 역
- 2015년 《살인캠프》 - 교관 역

### 텔레비전 드라마
- 1995년 《서궁》(KBS)
- 1996년 《남자 셋 여자 셋》(MBC)
- 1997년 《프로포즈》(KBS)
- 1999년 《점프》(MBC)
- 2003년 《올인》(SBS)
- 2005년 《루루공주》(SBS)
- 2006년 《스마일 어게인》(SBS)
- 2006년 《연개소문》(SBS)
- 2007년 《신 현모양처》(MBC) - 김조한 역
- 2007년 《고스트 팡팡》(SBS) - 녹두군사 역
- 2008년 《스포트라이트》(MBC) - 이재명 역
- 2008년 《대한민국 변호사》(MBC) - 사장 역
- 2008년 《최강칠우》(KBS) - 허원도 역
- 2009년 《아이리스》(KBS) - 유강호 역
- 2010년 《런닝, 구》(MBC) - 부시장 역
- 2010년 《당돌한 여자》(SBS) - 이 실장 역
- 2010년 《아테나: 전쟁의 여신》(SBS) - 유강호 역
- 2012년 《제3병원》(tvN) - 건달 보스 환자 역

### 프로그램 진행
- 2009년 《괴담수사대 싸이킥》(수퍼 액션)

### 공연
- 연극 《리어 왕》
- 연극 《아가씨와 건달》
- 연극 《가스펠》
- 연극 《야수》
- 연극 《뻬팅》
- 연극 《애인》

## 이외 이력
- 연단 극단 대표
- 2001년 8월 ~ 2002년 2월: 동아방송대학 방송연기학과 겸임교수